# Gastrotheca phelloderma
Espèce
Gastrotheca phelloderma est une espèce d'amphibiens de la famille des Hemiphractidae.

## Répartition
Cette espèce est endémique de la région de San Martín au Pérou. Elle se rencontre dans la province de Mariscal Cáceres vers 3 400 m d'altitude dans le parc national Río Abiseo dans la Pampa de Cuy.

## Description
Les mâles mesurent jusqu'à 43,8 mm et les femelles jusqu'à 57,7 mm.

## Publication originale
- Lehr & Catenazzi, 2011 : A new species of marsupial frog (Anura: Hemiphractidae: Gastrotheca) from the Río Abiseo National Park in Peru. Herpetologica, vol. 67, no 4, p. 449-459.